# 蕭翔文 (運動員)
蕭翔文（1999年2月18日—）是台灣帕拉跆拳道選手，代表中華台北隊參加2024年夏季帕運的58公斤級跆拳道獲得銅牌。

## 生平
蕭翔文出生於嘉義市，小學五年級開始練跆拳道，國中一年級加入體育班受訓，成為選手後多次參加全運會、全大運等體育競賽，後就讀中正大學運動競技系，21歲時因車禍導致右手神經叢斷裂、右上肢無法正常運動，2023年前往巴西做身體鑑定後通過審核，從此開始參加殘疾人體育競賽，先是黎巴嫩貝魯特舉行的亞錦賽上獲得金牌，後又贏得墨西哥世錦賽銀牌，同年十月參加一舉奪金，並取得參加2024年夏季帕拉林匹克運動會的資格。
2024參加帕拉林匹克運動會58公斤級跆拳道八強賽比賽到中段時，見法國對手布法·孔格牙齒護套掉落後不僅撿起來還幫忙戴上；在四強賽惜敗大會頭號種子阿薩夫·亞蘇爾後亦主動擁抱對方，因溫暖舉動被媒體稱為「陽光男孩」。

## 軼事
蕭翔文車禍後，在路邊撿到一隻小貓名取名「豆豆」，備戰帕運時也將豆豆的鬍鬚帶著作為幸運物。

## 外部連結
- 蕭翔文的Instagram帳戶
- 蕭翔文在跆拳道數據上的主頁 （页面存档备份，存于）